# Acrida exaltata
Acrida exaltata är en insektsart som först beskrevs av Walker, F. 1859.  Acrida exaltata ingår i släktet Acrida och familjen gräshoppor. Inga underarter finns listade i Catalogue of Life.